# Hoankyoku
El Hoankyoku (chino y japonés: 保安局; pinyin: Bǎo'ānjú; Wade–Giles: Pao3-an1-chü2; Hiragana: ほあんきょく) fue una agencia de inteligencia establecida en el estado de Manchuria.

## Antecedentes
El Estado de Manchuria fue fundado en 1932, pero dentro del país había muchas fuerzas rebeldes operando. Además de bandidos y restos de antiguos partidos militares, estaban operando el Kuomintang, el Partido Comunista de China y grupos clandestinos soviéticos. Por encima de todo, los miembros del Kuomintang se habían infiltrado en la burocracia manchuriana.
La policía, cuyo trabajo consistía en tomar medidas enérgicas contra las fuerzas antisistema, estaba compuesta por muchas etnias, lo que dificultaba la ocultación de información clasificada. Por lo tanto, se consideró una organización secreta que poseía un nivel de confidencialidad más alto que incluso el Tokkō, y cuya existencia también era secreta.
El Hoankyoku se estableció en diciembre de 1937 (Kokutoku 4). Como era una organización secreta, se disfrazó como una división de la policía. Tuvo una relación cercana con el Ejército de Kwantung y recibió orientación de miembros de la policía secreta del Ejército de Kwantung. Todos los jefes de la organización eran japoneses.

## Estructura
A partir de 1944 (Kokutoku 11)
- División 1 (Asuntos Generales)
- División 2 (Investigaciones)
- División 3 (Contrainteligencia General)
- División 4 (Contrainteligencia Extranjera)
- División 5 (Información Secreta)
- División 6 (Contrainteligencia inalámbrica y búsqueda no autorizada de ondas de radio)
- División 7 (Contrainteligencia de Comunicación)
- División 8 (Ciencia secreta de guerra)
- Instituto Ryokuen (Formación)